# Asticta lubrica
Asticta lubrica är en fjärilsart som beskrevs av Freyer 1852. Asticta lubrica ingår i släktet Asticta och familjen nattflyn. Inga underarter finns listade i Catalogue of Life.